# Louis-Martin Porchez
Louis-Martin Porchez (Amiens, 10 novembre 1805 - Fort-de-France, 11 juin 1860) est un ecclésiastique français, il fut le deuxième évêque de Fort-de-France de 1858 à sa mort.

## Biographie
Né à Amiens, il est ordonné prêtre le 12 juillet 1829. En 1853, il est vicaire général de la Martinique. Choisi le 24 juin 1858 pour être évêque de Fort-de-France, il est confirmé à ce siège le 27 septembre et consacré le 21 novembre de la même année. Son principal consécrateur est le cardinal Morlot, archevêque de Paris. Pour maintenir l'ordre dans la colonie, il exalte le travail agricole auquel même le Christ s'est adonné, lors d'un mandement publié à l'occasion du carême 1860.